# Cephonodes novebudensis
Cephonodes novebudensis là một loài bướm đêm thuộc họ Sphingidae. Nó được tìm thấy ở Vanuatu.
Chiều dài cánh trước khoảng 23 mm. Nó giống với loài Cephonodes lifuensis.